# Большая Суготка
Большая Суготка — река в России, протекает по Чаинскому и Колпашевскому районам Томской области. Устье реки находится в 20 км по левому берегу реки Ягодная. Длина реки составляет 28 км. Притоки:
- 2 км: Малая Суготка
- 6 км: Ника

## Данные водного реестра
По данным государственного водного реестра России относится к Верхнеобскому бассейновому округу, водохозяйственный участок реки — Обь от впадения реки Чулым до впадения реки Кеть, речной подбассейн реки — Чулым. Речной бассейн реки — (Верхняя) Обь до впадения Иртыша.
Код объекта в государственном водном реестре — 13010500112115200022908.